# Lampornis sybillae
Lampornis sybillae е вид птица от семейство Колиброви (Trochilidae).

## Разпространение
Видът е разпространен в Никарагуа и Хондурас.